# Kršćanstvo u 1069.
◄◄ | ◄ | 1066. | 1067. | 1068. | 1069.  | 1070. | 1071. | 1072. | ► | ►►
Arhitektura • Astronomija • Knjige • Književnost • Kršćanstvo • Medicina • Pravo • Promet • Znanost
Kršćanstvo u 1069.

## Hrvatska i u Hrvata

### Osnivanja i ukidanja
- Osnovan Benediktinski samostan sv. Arnira u Splitu

## Vanjske poveznice
|  | Zajednički poslužitelj ima još gradiva o temi Kršćanstvo u 1069. |